# Cosmoscarta zonaria
Cosmoscarta zonaria är en insektsart som beskrevs av William Lucas Distant 1908. Cosmoscarta zonaria ingår i släktet Cosmoscarta och familjen spottstritar. Inga underarter finns listade i Catalogue of Life.